# Rocket Arena
Rocket Arena — кросс-платформенная онлайн игра в жанре шутер от третьего лица разработанная компанией Final Strike Games и выпущенная Electronic Arts. Релиз игры состоялся 14 июля 2020 года на платформах Windows, PlayStation 4 и Xbox One. Игра получила смешанные и положительные отзывы с похвалой игрового процесса, персонажей, визуальных эффектов и критикой за отсутствие контента.

## Игровой процесс
Rocket Arena это командный соревновательный мультиплеер от третьего лица в формате 3 на 3. На старте игры были представлены 10 карт и 10 игровых персонажей, каждый из которых обладает уникальными способностями. Основным оружием выступает рокетлаунчер (ракетная пусковая установка) и предметы подбираемые игроками на карте. В игре отсутствует очки здоровья и используется система под названием Blast Meter. Каждый раз, когда в игрока попадает ракета, его счетчик взрыва заполняется. Игрок с полным счетчиком взрыва при попадании ракеты отскакивает за пределы карты, что приводит к смерти. Персонажи очень подвижны и без труда могут уклониться от вражеских ракет, также могут использовать для этого тройные прыжки и прыжки на ракетах.
В игре представлены 5 режимов:
- «Вышибалы» — team deathmatch;
- «Мегаракета» — режим, в котором необходимо захватывать игровые зоны, за что команда получает игровые очки;
- «Рокетбол» — от команд требуется завладеть мячом в центре карты и отнести его на базу противника;
- «Охота за сокровищами» — команде необходимо овладеть сундуком и удерживать его определённое время, остальные члены команды собирают монтеты
- «Атака ракетботов» — PvE- режим, в котором команда из трех игроков отражает волны атакующих ботов.

## Разработка
Rocket Arena — дебютный проект Final Strike Games, основной костяк которой работал в 343 Industries и участвовала в разработке мультиплеера Halo 5: Guardians. Первоначально игра разрабатывалась формате от первого лица, но позже студия переориентировалась на вид от третьего лица, после реализации механизмов уклонения. в мае 2019 года игра была представлена как шутер от первого лица и был запущен закрытый бета-тест с 23 по 29 мая Изначально издателем должен был выступить Nexon, но 19 июля 2019 года компаниями были достигнуто соглашение о взаимном расхождении. В июне 2020 года было объявлено о релизе игры 14 июля 2020 года. Издателем выступила компания Electronic Arts и релиз состоялся в рамках программы EA Originals. Rocket Arena стала первой игой EA с полной поддержкой кроссплея на старте.

## Критика
| Сводный рейтинг       | Сводный рейтинг                        |
| Агрегатор             | Оценка                                 |
| --------------------- | -------------------------------------- |
| Metacritic            | 73/100 (PC) 68/100 (PS4) 71/100 (XONE) |
| OpenCritic            | Fair                                   |
| «Критиканство»        | 68                                     |
| Русскоязычные издания |                                        |
| Издание               | Оценка                                 |
| 3DNews                | 8/10                                   |
| Gameplay              | 3/5                                    |
| PlayGround.ru         | 7/10                                   |
| StopGame.ru           | Проходняк (PC)                         |
| «Игры Mail.ru»        | 7                                      |
| «Канобу»              | 6                                      |
| «НИМ»                 | 7,9                                    |

Игра в основном получила смешанные отзывы критиков.